# Ruter multi-WAN

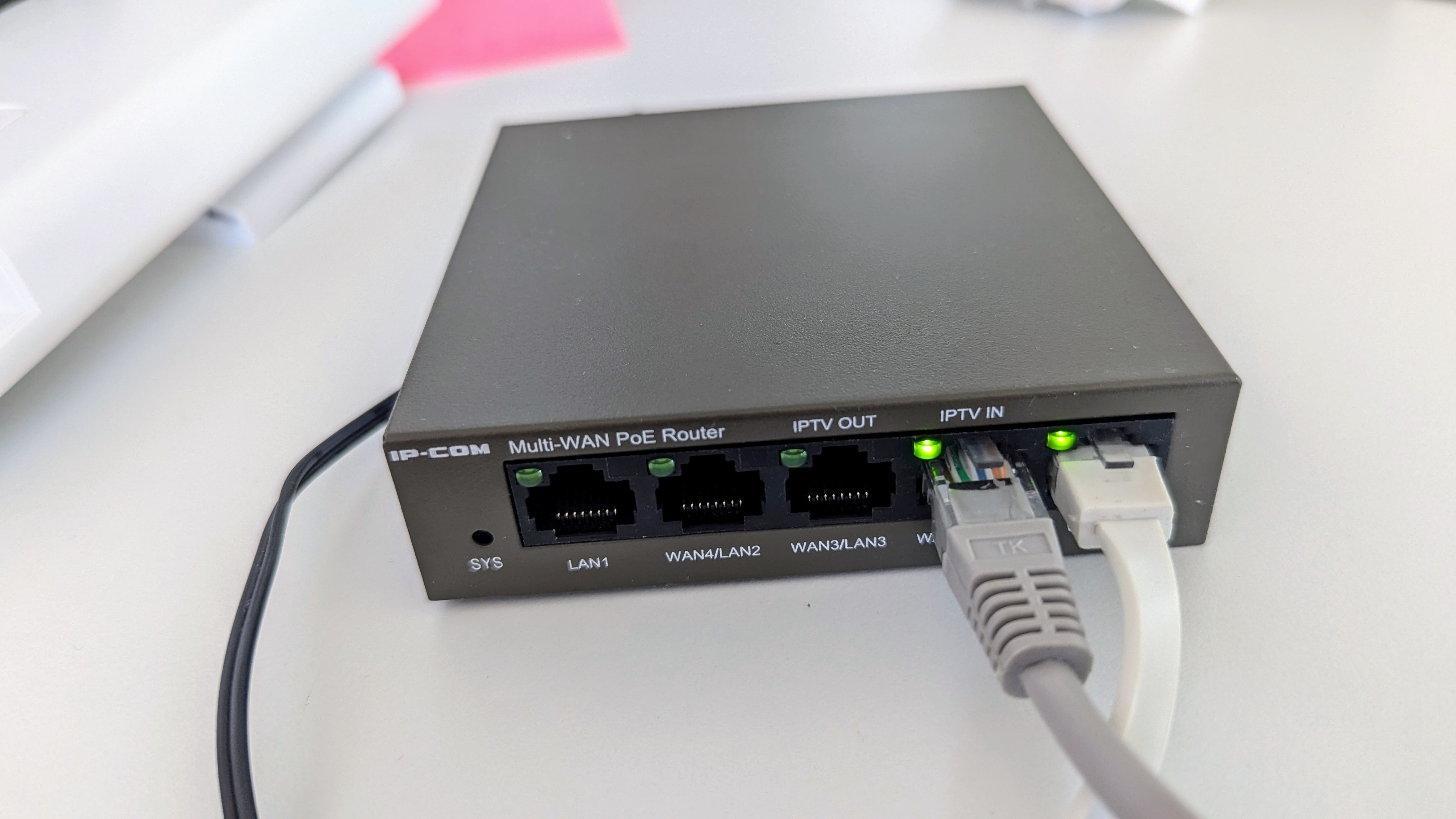
Un router multi-WAN de la IP-COM, model M20-PoE, cu două conexiuni active cu comunicare WAN din cele 4 posibile.

Un router Multi-WAN este un dispozitiv de rețea cu funcții de rutare (ruter) care poate gestiona mai multe conexiuni la internet de la diferiți furnizori de servicii (ISP) simultan sau la mai multe rețele externe. Aceasta înseamnă că un router multi-WAN poate combina mai multe linii de internet, fie de la același ISP (Internet Service Provider) sau de la furnizori diferiți, sau comunicarea cu alte rețele externe, pentru a crește lățimea de bandă disponibilă și pentru a asigura redundanță.
Routerele  multi-WAN oferă funcții precum Smart Load Balancing și suportul pentru IP QoS (Quality of Service) și altele pentru a asigura calitatea streamingului multimedia, teleconferințelor video și jocurilor online. De asemenea, caracteristici de securitate cum ar fi adresă IP/MAC binding ajută la limitarea atacurilor asupra rețelei.  În concluzie, routerul multi-WAN este un instrument valoros pentru orice organizație sau utilizator care caută o conexiune de internet mai robustă și mai eficientă. Prin combinarea mai multor linii de internet, sau conectarea la mai multe rețele externe, routerul multi-WAN asigură o lățime de bandă îmbunătățită, redundanță și o gestionare mai bună a traficului de rețea, contribuind astfel la o experiență online optimă.

## Avantaje

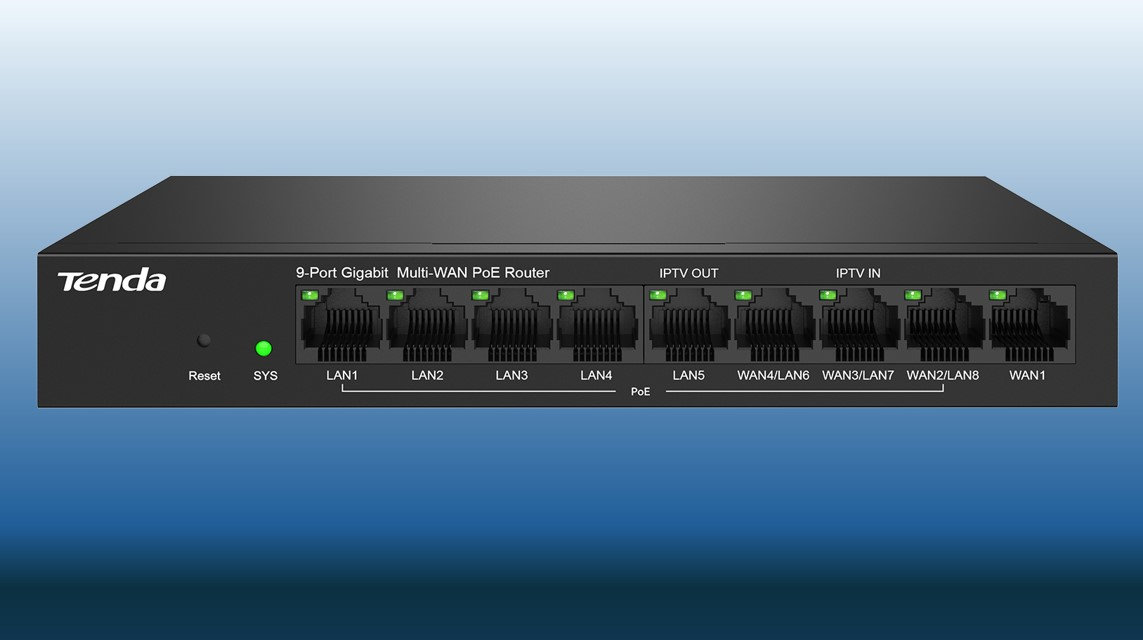
Ruter multi-WAN de la Tenda care are 8 porturi Ethernet RJ-45 din care 1-4 porturi pot fi setate ca WAN.

Câteva avantaje ale utilizării unui ruter multi-WAN sunt:
1. Balansarea sarcinii (Load Balancing): Routerul poate distribui traficul de rețea pe mai multe conexiuni, evitând astfel supraîncărcarea unei singure linii și optimizând utilizarea lățimii de bandă.
2. Redundanță: În cazul în care una dintre conexiunile WAN eșuează, routerul poate redirecționa automat traficul către celelalte conexiuni active, minimizând astfel timpul de inactivitate.
3. Flexibilitate: Utilizatorii pot configura routerul pentru a prioritiza anumite tipuri de trafic sau pentru a aloca o anumită lățime de bandă pentru aplicații critice.

## Conceptul de WAN

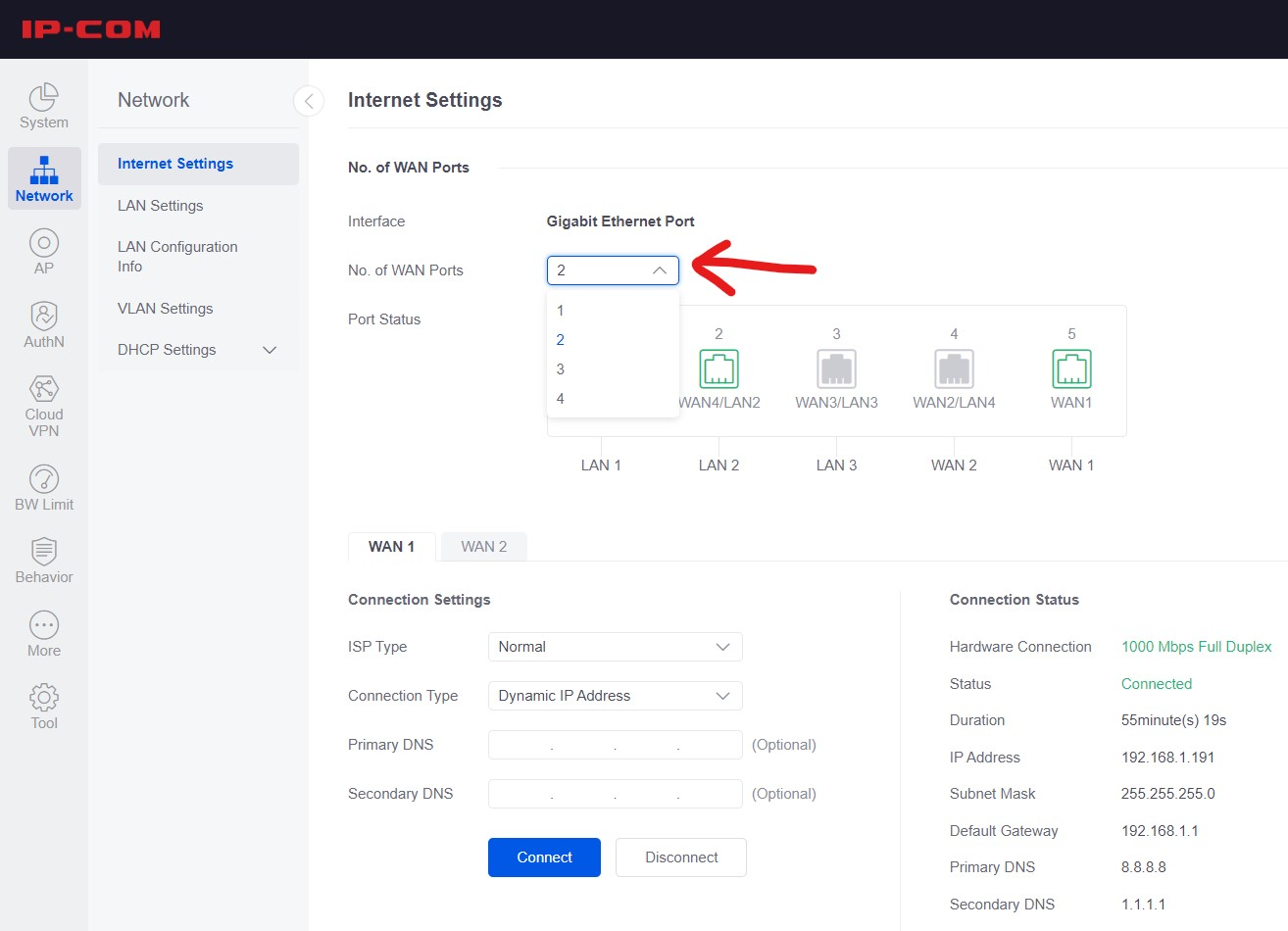
Selectarea numărului de porturi WAN și configurarea fiecăruia în parte din pagina de administrare a unui ruter multi-WAN IP-COM M20-PoE. În esență, permitem pe acele porturi RJ-45 să se ruteze date între rețeaua internă și rețelele externe, inclusiv internetul.

Din interfața de gestionare a acestor rutere, se pot seta numărul de interfețe ca WAN și apoi configura fiecare în parte. WAN (Wide Area Network) este un concept în rețelistică și nu o tehnologie în sine. WAN se referă la o rețea exterioară de arie largă, cum ar fi cea a unui oraș, țări sau chiar întregul glob. În cazul routerelor multi-WAN, WAN se referă la o interfață care permite schimbul de date cu o rețea exterioară, fie că este rețeaua unei alte companii, un alt sediu sau internetul. O rețea exterioară poate fi înțeleasă ca o rețea pe altă clasă de IP-uri față de rețeaua noastră internă. WAN-urile conectează mai multe rețele locale (LAN) sau rețele metropolitane (MAN), permițând comunicarea și transferul de date între locații aflate la distanțe mari. MAN este tot un concept, o definiție similară WAN. Un exemplu comun de WAN este internetul, care conectează rețele din întreaga lume. Internetul nu este o tehnologie în sine, ci un concept, o definire, o denumire a comunicării și legării a mai multor rețele de calculatoare și servere, care oferă diverse servicii precum site-uri web, servicii de chat, de stocare, video, acces baze de date etc. 
Interfețele WAN pot utiliza diverse tehnologii și moduri de conectare la rețelele externe, fie la internet, precum porturi RJ-45, SFP, QSFP, conectare prin Wi-Fi (cunoscut ca WISP), inclusiv linii dedicate DSL prin porturi RJ-11, conectare la satelit sau conectarea la rețele celulare, și setarea conexiunii prin IP dinamic, static, PPPoE, setarea unor APN-uri etc. pentru a asigura conectivitatea necesară.